# Maxim Staviski
Maxim Evgeniev Staviski (em russo:  Максим Евгениев Ставиский ; Rostov-on-Don, RSFS da Rússia, 16 de novembro de 1977) é um ex-patinador artístico búlgaro. Staviski competiu na dança no gelo. Ele conquistou com Albena Denkova duas medalhas de ouro, uma de prata e uma de bronze em campeonatos mundiais, e duas medalhas de prata e uma de bronze em campeonatos europeus, e foram campeões onze vezes do campeonato nacional búlgaro.

## Acidente de carro
Em 5 de agosto de 2007, Staviski causou um acidente em Primorsko, Bulgária, que matou Petar Petrov, de 24 anos, e deixou a noiva de Petrov, Manuela Gorsova, de 18 anos, em coma. Staviski tinha um teor de álcool no sangue de 1,1 ‰, enquanto o limite legal na Bulgária é de 0,5 ‰. O Hummer de Staviski colidiu com Honda das vítimas a uma velocidade de 100 km/h. Ele havia sido parado e emitiu um aviso da polícia alguns minutos mais cedo.
Em 30 de janeiro de 2008, Staviski recebeu uma pena suspensa de dois anos e seis meses, com um período probatório de cinco anos, após se declarar culpado de todas as acusações. Staviski poderia ter sido condenado por até dez anos de prisão. Em fevereiro de 2008, os pais de uma das vítimas, Manuela Gorsova, disse que iria recorrer tanto da pena suspensa e quanto da da indenização atribuída pelo tribunal. No início de janeiro de 2009, o Tribunal de Apelação Burgas reverteu a suspensão de sua sentença e ordenou Staviski a cumprir  dois anos e meio de prisão. Eles também aumentaram a quantidade de dinheiro que Staviski foi condenado a pagar as famílias de suas vítimas, de BGN 120.000 para os pais de Petrov (aumento de 90.000 BGN), e BGN 150.000 para a família de Gorsova (acima de BGN 80.000). Em maio de 2009, o Supremo Tribunal de Cassação emitiu uma decisão final sobre o caso, que anulou a sentença de prisão e reduziu as multas Staviski que era de 100.000 aos Petrov's e 90.000 à família de Gorsova.

## Principais resultados

### Resultados pela Bulgária

#### Com Albena Denkova
| Resultados | Resultados      | Resultados        | Resultados      | Resultados        | Resultados      | Resultados        | Resultados        | Resultados       | Resultados        | Resultados       | Resultados        | Resultados    | Resultados    | Resultados    | Resultados    | Resultados    |
| Internacional | Internacional   | Internacional     | Internacional   | Internacional     | Internacional   | Internacional     | Internacional     | Internacional    | Internacional     | Internacional    | Internacional     | Internacional | Internacional | Internacional | Internacional | Internacional |
| Evento/Temporada | 1996– 1997      | 1997– 1998        | 1998– 1999      | 1999– 2000        | 2000– 2001      | 2001– 2002        | 2002– 2003        | 2003– 2004       | 2004– 2005        | 2005– 2006       | 2006– 2007        |               |               |               |               |               |
| --- | --------------- | ----------------- | --------------- | ----------------- | --------------- | ----------------- | ----------------- | ---------------- | ----------------- | ---------------- | ----------------- | ------------- | ------------- | ------------- | ------------- | ------------- |
| Jogos Olímpicos |                 | 18.º              |                 |                   |                 | 7.º               |                   |                  |                   | 5.º              |                   |               |               |               |               |               |
| Campeonato Mundial | 19.º            | 17.º              | 11.º            | WD                | 10.º            | 5.º               | Medalha de bronze | Medalha de prata | 5.º               | Medalha de ouro  | Medalha de ouro   |               |               |               |               |               |
| Campeonato Europeu | 17.º            | 16.º              | 9.º             | WD                | 8.º             | 6.º               | Medalha de prata  | Medalha de prata | WD                |                  | Medalha de bronze |               |               |               |               |               |
| GP Grand Prix Final |                 |                   |                 |                   |                 |                   | Medalha de bronze | Medalha de prata | Medalha de bronze |                  | Medalha de ouro   |               |               |               |               |               |
| GP Bofrost Cup on Ice |                 |                   | 6.º             | Medalha de bronze |                 |                   | Medalha de ouro   |                  |                   |                  |                   |               |               |               |               |               |
| GP Cup of Russia |                 |                   |                 |                   | 5.º             |                   | Medalha de bronze |                  |                   |                  |                   |               |               |               |               |               |
| GP NHK Trophy |                 |                   |                 | 6.º               |                 | Medalha de bronze |                   | Medalha de ouro  | Medalha de ouro   | Medalha de prata |                   |               |               |               |               |               |
| GP Skate America |                 |                   |                 |                   |                 |                   |                   |                  |                   |                  | Medalha de ouro   |               |               |               |               |               |
| GP Skate Canada International |                 |                   | 5.º             |                   |                 | 4.º               | Medalha de prata  | Medalha de ouro  |                   |                  |                   |               |               |               |               |               |
| GP Trophée Éric Bompard |                 |                   |                 |                   |                 | 4.º               |                   | Medalha de ouro  | Medalha de prata  |                  | Medalha de ouro   |               |               |               |               |               |
| Bofrost Cup on Ice |                 |                   |                 |                   |                 |                   |                   |                  | Medalha de ouro   |                  |                   |               |               |               |               |               |
| Finlandia Trophy |                 |                   | Medalha de ouro | Medalha de ouro   | Medalha de ouro | Medalha de ouro   |                   | Medalha de ouro  |                   |                  |                   |               |               |               |               |               |
| Golden Spin of Zagreb |                 |                   |                 | Medalha de prata  |                 |                   |                   |                  |                   |                  |                   |               |               |               |               |               |
| Karl Schäfer Memorial |                 |                   | Medalha de ouro |                   |                 |                   |                   |                  |                   |                  |                   |               |               |               |               |               |
| Nebelhorn Trophy |                 | Medalha de bronze |                 |                   |                 |                   |                   |                  |                   |                  |                   |               |               |               |               |               |
| Skate Israel |                 | Medalha de prata  |                 |                   |                 |                   |                   |                  |                   |                  |                   |               |               |               |               |               |
| Nacional |                 |                   |                 |                   |                 |                   |                   |                  |                   |                  |                   |               |               |               |               |               |
| Campeonato Búlgaro | Medalha de ouro | Medalha de ouro   | Medalha de ouro | Medalha de ouro   | Medalha de ouro | Medalha de ouro   | Medalha de ouro   | Medalha de ouro  | Medalha de ouro   | Medalha de ouro  | Medalha de ouro   |               |               |               |               |               |
| |                 |                   |                 |                   |                 |                   |                   |                  |                   |                  |                   |               |               |               |               |               |
| Legenda: GP = Grand Prix; WD = Abandonou; Competição não foi disputada nesta temporada; Competição não fez parte do GP/CS; Competição fez parte do GP/CS |                 |                   |                 |                   |                 |                   |                   |                  |                   |                  |                   |               |               |               |               |               |

### Resultados pela Rússia

#### Com Anastasia Belova
| Campeonato Mundial Júnior | 9.º |